# نیوکاسل (پنسیلوانیا)
نیوکاسل (به انگلیسی: New Castle) شهری در ایالت پنسیلوانیا کشور ایالات متحده آمریکا است که جمعیت آن در سرشماری سال ۲۰۱۰ میلادی، ۲۳٬۲۷۳ نفر بوده‌است.